# Black & Blue
Black & Blue là album phòng thu thứ tư (thứ ba ở Hoa Kỳ) của ban nhạc pop Mỹ Backstreet Boys, phát hành ngày 27 tháng 11 năm 2000 bởi Jive Records. Ngay sau thành công toàn cầu của album phòng thu trước Millennium (1999) và chuyến lưu diễn quảng bá cho nó, nhóm bắt tay vào quá trình thực hiện album tiếp theo và tiến hành thu âm trong khoảng thời gian từ tháng 7 đến tháng 9 năm 2000, hợp tác với những cộng tác viên quen thuộc như Max Martin, Rami, Kristian Lundin và Timmy Allen, bên cạnh một số nhà sản xuất mới, bao gồm Babyface, Rodney Jerkins và Per Magnusson. Tiêu đề của nó thể hiện hai khía cạnh âm nhạc khác nhau trong album, với Black đại diện cho những bản nhạc sôi động và Blue cho những bài hát nhẹ nhàng, trong đó những thành viên của Backstreet Boys đã tham gia viết lời hoặc đồng viết lời cho một số bài hát trong album.
Sau khi phát hành, Black & Blue đa phần nhận được những phản ứng tích cực từ các nhà phê bình âm nhạc, trong đó họ đánh giá cao sự trưởng thành trong âm nhạc của Backstreet Boys. Album cũng ngay lập tức gặt hái những thành công vượt trội về mặt thương mại, đứng đầu các bảng xếp hạng ở Canada, Đức, Tây Ban Nha và Thụy Sĩ, và lọt vào top 10 ở hầu hết những quốc gia nó xuất hiện, bao gồm vươn đến top 5 ở Argentina, Úc, Áo, Đan Mạch, Hà Lan, Phần Lan, Hy Lạp, Nhật Bản, Na Uy, Bồ Đào Nha và Thụy Điển. Ngoài ra, Black & Blue còn thiết lập kỷ lục về doanh số tiêu thụ đối với một album trong tuần đầu với 5 triệu bản được bán ra. Tại Hoa Kỳ, nó ra mắt ở vị trí số một trên bảng xếp hạng Billboard 200 với 1.6 triệu bản được tiêu thụ, giúp họ trở thành nghệ sĩ đầu tiên trong kỷ nguyên Nielsen Soundscan có hai album phòng thu liên tiếp bán được hơn một triệu bản trong tuần đầu phát hành. Tính đến nay, album đã bán được hơn 17 triệu bản trên toàn cầu.
Ba đĩa đơn đã được phát hành từ Black & Blue, trong đó đĩa đơn đầu tiên "Shape of My Heart" đứng đầu các bảng xếp hạng ở nhiều quốc gia và nhận được một đề cử giải Grammy cho Trình diễn song ca hoặc nhóm nhạc giọng pop xuất sắc nhất tại lễ trao giải thường niên lần thứ 44. "The Call" được chọn làm đĩa đơn thứ hai và lọt vào top 10 ở một số thị trường lớn, trong khi đĩa đơn thứ ba "More than That" chỉ đạt được những thành công ít ỏi trên các bảng xếp hạng. Để quảng bá cho album, nhóm bắt tay thực hiện chuyến lưu diễn Black & Blue Tour kéo dài xuyên suốt năm 2001, và đi qua ba châu lục với 114 buổi diễn. Sau thành công của Black & Blue, nhóm phát hành thêm một album tổng hợp trong năm 2001 trước khi bước vào giai đoạn tạm ngừng hoạt động, và chỉ trở lại với album phòng thu tiếp theo Never Gone (2005).

## Danh sách bài hát
| STT              | Nhan đề                                | Sáng tác                                                 | Sản xuất                         | Thời lượng |
| ---------------- | -------------------------------------- | -------------------------------------------------------- | -------------------------------- | ---------- |
| 1.               | "The Call"                             | Max Martin Rami                                          | Martin Rami                      | 3:24       |
| 2.               | "Shape of My Heart"                    | Martin Rami Lisa Miskovsky                               | Martin Rami                      | 3:50       |
| 3.               | "Get Another Boyfriend"                | Martin Rami                                              | Martin Rami                      | 3:05       |
| 4.               | "Shining Star"                         | Franciz & LePont Nick Carter Howie Dorough               | Rodney Jerkins                   | 3:22       |
| 5.               | "I Promise You (with Everything I Am)" | Dan Hill                                                 | Timmy Allen Veit Renn            | 4:23       |
| 6.               | "The Answer to Our Life"               | Carter Dorough Brian Littrell AJ McLean Kevin Richardson | Per Magnusson David Kreuger      | 3:18       |
| 7.               | "Everyone"                             | Kristian Lundin Andreas Carlsson                         | Lundin                           | 3:30       |
| 8.               | "More than That"                       | Franciz & LePont Adam Anders                             | Franciz & LePont                 | 3:44       |
| 9.               | "Time"                                 | Carter Dorough Littrell McLean Richardson                | Babyface                         | 3:55       |
| 10.              | "Not for Me"                           | Lundin Jake Schulze Carlsson                             | Lundin                           | 3:15       |
| 11.              | "Yes I Will"                           | McLean Brian Kierulf Josh Schwartz                       | Allen Larry "Rock" Campbell      | 3:50       |
| 12.              | "It's True"                            | Martin Carlsson Richardson                               | Magnusson Kreuger                | 4:13       |
| 13.              | "How Did I Fall in Love with You"      | Franciz & LePont Dorough Calum MacColl Andrew Fromm      | Franciz & LePont Allen Veit Renn | 4:04       |
| Tổng thời lượng: | Tổng thời lượng:                       | Tổng thời lượng:                                         | Tổng thời lượng:                 | 47:53      |

| Track bổ sung ở Úc, Nhật Bản và Anh quốc | Track bổ sung ở Úc, Nhật Bản và Anh quốc         | Track bổ sung ở Úc, Nhật Bản và Anh quốc            | Track bổ sung ở Úc, Nhật Bản và Anh quốc | Track bổ sung ở Úc, Nhật Bản và Anh quốc |
| STT                                      | Nhan đề                                          | Sáng tác                                            | Sản xuất                                 | Thời lượng                               |
| ---------------------------------------- | ------------------------------------------------ | --------------------------------------------------- | ---------------------------------------- | ---------------------------------------- |
| 13.                                      | "What Makes You Different (Makes You Beautiful)" | Dorough Steve Diamond Carlsson                      | Allen Renn                               | 3:33                                     |
| 14.                                      | "How Did I Fall in Love with You"                | Franciz & LePont Dorough Calum MacColl Andrew Fromm | Franciz & LePont Allen Renn              | 4:04                                     |
| 15.                                      | "All I Have to Give" (a cappella)                | Full Force                                          | David Thomas Mark Kibble                 | 3:48                                     |
| Tổng thời lượng:                         | Tổng thời lượng:                                 | Tổng thời lượng:                                    | Tổng thời lượng:                         | 55:14                                    |

| Track bổ sung bản giới hạn ở châu Âu | Track bổ sung bản giới hạn ở châu Âu                | Track bổ sung bản giới hạn ở châu Âu | Track bổ sung bản giới hạn ở châu Âu                                 | Track bổ sung bản giới hạn ở châu Âu |
| STT                                  | Nhan đề                                             | Sáng tác                             | Sản xuất                                                             | Thời lượng                           |
| ------------------------------------ | --------------------------------------------------- | ------------------------------------ | -------------------------------------------------------------------- | ------------------------------------ |
| 14.                                  | "All I Have to Give" (a cappella)                   | Full Force                           | Thomas Kibble                                                        | 3:48                                 |
| 15.                                  | "Shape of My Heart" (Soul Solution Radio Mix)       | Martin Rami Miskovsky                | Martin Rami Bobby Guy [a] Ernie Lake [a] Dorough [b] Giuseppe D. [b] | 2:51                                 |
| 16.                                  | "The Call" (Neptunes phối lại) (hợp tác với Clipse) | Martin Rami                          | Martin Rami Ken Duro Ifill [a]                                       | 3:53                                 |
| Tổng thời lượng:                     | Tổng thời lượng:                                    | Tổng thời lượng:                     | Tổng thời lượng:                                                     | 54:21                                |

Chú thích
- ^[a]  nghĩa là người phối lại
- ^[b]  nghĩa là hỗ trợ sản xuất

## Xếp hạng
| Bảng xếp hạng (2000)                     | Vị trí cao nhất |
| ---------------------------------------- | --------------- |
| Argentina (CAPIF)                        | 4               |
| Album Úc (ARIA)                          | 2               |
| Album Áo (Ö3 Austria)                    | 3               |
| Album Bỉ (Ultratop Vlaanderen)           | 11              |
| Album Bỉ (Ultratop Wallonie)             | 24              |
| Album Canada (Billboard)                 | 1               |
| Album Đan Mạch (Hitlisten)               | 2               |
| Album Hà Lan (Album Top 100)             | 2               |
| Châu Âu (European Top 100 Albums)        | 2               |
| Album Phần Lan (Suomen virallinen lista) | 2               |
| Album Đức (Offizielle Top 100)           | 1               |
| Hy Lạp (IFPI)                            | 2               |
| Album Ireland (IRMA)                     | 11              |
| Album Ý (FIMI)                           | 6               |
| Nhật Bản (Oricon)                        | 3               |
| Malaysia (IFPI)                          | 1               |
| Album New Zealand (RMNZ)                 | 10              |
| Album Na Uy (VG-lista)                   | 5               |
| Album Bồ Đào Nha (AFP)                   | 4               |
| Album Tây Ban Nha (PROMUSICAE)           | 1               |
| Album Thụy Điển (Sverigetopplistan)      | 3               |
| Album Thụy Sĩ (Schweizer Hitparade)      | 1               |
| Album Anh Quốc (OCC)                     | 13              |
| Album Hoa Kỳ Billboard 200               | 1               |

| Bảng xếp hạng (2000)               | Vị trí |
| ---------------------------------- | ------ |
| Australian Albums (ARIA)           | 25     |
| Danish Albums (Hitlisten)          | 36     |
| Dutch Albums (MegaCharts)          | 52     |
| Finnish Albums (Musiikkituottajat) | 66     |
| German Albums (Offizielle Top 100) | 62     |
| Italian Albums (FIMI)              | 52     |
| Swedish Albums (Sverigetopplistan) | 34     |
| Swiss Albums (Schweizer Hitparade) | 40     |
| UK Albums (OCC)                    | 103    |
| Bảng xếp hạng (2001)               | Vị trí |
| Austrian Albums (Ö3 Austria)       | 63     |
| Europe (European Top 100 Albums)   | 34     |
| German Albums (Offizielle Top 100) | 73     |
| Japanese Albums (Oricon)           | 63     |
| Swiss Albums (Schweizer Hitparade) | 60     |
| US Billboard 200                   | 3      |

| Bảng xếp hạng (2000-2009) | Xếp hạng |
| ------------------------- | -------- |
| US Billboard 200          | 34       |

## Chứng nhận
| Quốc gia                                                                           | Chứng nhận  | Số đơn vị/doanh số chứng nhận |
| ---------------------------------------------------------------------------------- | ----------- | ----------------------------- |
| Argentina (CAPIF)                                                                  | Bạch kim    | 100,000^                      |
| Úc (ARIA)                                                                          | Bạch kim    | 70.000^                       |
| Áo (IFPI Áo)                                                                       | Vàng        | 25.000*                       |
| Bỉ (BEA)                                                                           | Vàng        | 25.000*                       |
| Brasil (Pro-Música Brasil)                                                         | Bạch kim    | 250.000*                      |
| Đan Mạch (IFPI Đan Mạch)                                                           | Bạch kim    | 50.000^                       |
| Phần Lan (Musiikkituottajat)                                                       | Vàng        | 26,601                        |
| Đức (BVMI)                                                                         | 3× Vàng     | 750.000^                      |
| México (AMPROFON)                                                                  | 2× Bạch kim | 300.000^                      |
| Hà Lan (NVPI)                                                                      | Bạch kim    | 80.000^                       |
| New Zealand (RMNZ)                                                                 | Bạch kim    | 15.000^                       |
| Na Uy (IFPI)                                                                       | Vàng        | 25.000*                       |
| Bồ Đào Nha (AFP)                                                                   | Bạch kim    | 40.000^                       |
| Tây Ban Nha (PROMUSICAE)                                                           | 2× Bạch kim | 200.000^                      |
| Thụy Điển (GLF)                                                                    | Bạch kim    | 80.000^                       |
| Thụy Sĩ (IFPI)                                                                     | Bạch kim    | 50.000^                       |
| Anh Quốc (BPI)                                                                     | Vàng        | 100.000^                      |
| Hoa Kỳ (RIAA)                                                                      | 8× Bạch kim | 6,928,000^                    |
| Uruguay (CUD)                                                                      | 2× Bạch kim | 12.000^                       |
| * Chứng nhận dựa theo doanh số tiêu thụ. ^ Chứng nhận dựa theo doanh số nhập hàng. |             |                               |